# Anh hoá
Anh hoá (tiếng Anh: Anglicisation) là một quá trình mang tính chất đồng hóa (tự nguyện và cưỡng ép) một địa điểm, một người vào nền văn hóa Anh, hoặc thay đổi ngôn ngữ không phải tiếng Anh trở thành tiếng Anh. Nó cũng có thể đề cập đến ảnh hưởng của văn hóa và kinh doanh Anh đối với các quốc gia khác ngoài Anh hay Vương quốc Anh, bao gồm truyền thông, ẩm thực, văn hóa đại chúng, công nghệ, thực tiễn kinh doanh, luật pháp hoặc hệ thống chính trị của họ.
Trong đó, Anh hoá về mặt ngôn ngữ là việc thực hiện sửa đổi các từ, tên và cụm từ nước ngoài để làm cho chúng dễ đánh vần, phát âm hoặc hiểu trong tiếng Anh. Thuật ngữ này thường đề cập đến cách nói lại của các từ nước ngoài, thường ở mức độ nghiêm khắc hơn so với hàm ý trong, ví dụ như Latinh hoá chẳng hạn. Một ví dụ là từ "dandelion" (tức là "bồ công anh") được sửa đổi từ tiếng Pháp "dent-de-lion"  (nôm na là "răng sư tử", một sự liên hệ đến những chiếc lá thụt vào trong của cây). Thuật ngữ này cũng có thể đề cập đến âm vị học chuyển thể mà không thay đổi chính tả. Ví dụ như "spaghetti"  được chấp nhận trong tiếng Anh với chính tả tiếng Ý, nhưng lại được viết theo ngữ âm.
Việc ghép các từ không phải là tiếng Anh nhằm việc sử dụng trong tiếng Anh chỉ là một trường hợp của sự thuần hóa các từ nước ngoài phổ biến hơn, đó là một đặc điểm của nhiều ngôn ngữ, đôi khi liên quan đến sự thay đổi về nghĩa.
Thuật ngữ này không bao gồm việc sử dụng các từ nước ngoài không được sửa đổi sang tiếng Anh (ví dụ như từ "kindergarten", tức là "trường mẫu giáo"); việc sử dụng không sửa đổi các từ tiếng Anh sang tiếng nước ngoài (ví dụ như "internet", "computer", "web") hoặc việc áp dụng tự nguyện hoặc bắt buộc đối với ngôn ngữ tiếng Anh hoặc phong tục và văn hóa của Anh hoặc Mỹ ở các quốc gia hoặc nhóm dân tộc khác, còn được gọi là Anh hoá về mặt ngôn ngữ.

## Từ cho vay được sửa đổi
Các từ không phải tiếng Anh có thể bị Anh hóa bằng cách thay đổi hình thức và/hoặc cách phát âm của chúng thành một thứ gì đó quen thuộc hơn đối với người nói tiếng Anh. Thay đổi ngữ pháp những chữ cái cuối từ là đặc biệt phổ biến trong tiếng Anh. Từ tiếng Latinh "obscenus"/ obskeːnʊs / (nghĩa là "tục tĩu") đã được chuyển sang tiếng Anh ở dạng từ đã qua sửa đổi là "obscene"/ əbˈsiːn /. Hình thức số nhiều của một từ nước ngoài có thể được sửa đổi để phù hợp với các tiêu chuẩn tiếng Anh thuận tiện hơn, chẳng hạn như việc sử dụng "indexes" (nghĩa là "những mục lục") làm số nhiều của chỉ mục, thay vì chỉ số, như trong tiếng Latinh. Từ "opera" (bản thân nó là dạng số nhiều của từ Latin "opus") được hiểu trong tiếng Anh là một danh từ số ít, vì vậy nó đã nhận được một dạng số nhiều trong tiếng Anh, tức "opera". Từ tiếng Anh "damsel" (nghĩa là "mỹ nhân") là cách ghép âm của tiếng Pháp cổ  damoisele  (hiện đại demoiselle ) có nghĩa là "phụ nữ trẻ". Một hình thức tăng âm khác là bao gồm article nước ngoài như một phần của danh từ (chẳng hạn như "alkali" của tiếng Ả Rập "al-qili"). Rotten Row, tên một con đường ở London từng là nơi thời trang để cưỡi ngựa trong hai thế kỷ 18 và 19, là sự chuyển thể của cụm từ tiếng Pháp  Route du Roi (nôm na là "Con đường của nhà vua"). Từ "genie" đã được ghép âm trong tiếng Latinh từ "jinn" hoặc "djinn" từ tiếng Ả Rập: الجن, al-jinn, ban đầu có nghĩa là "quỷ" hoặc "linh hồn". Một số thay đổi được thúc đẩy bởi mong muốn duy trì cách phát âm của từ trong ngôn ngữ gốc, chẳng hạn như từ "schtum", là cách viết phiên âm của từ tiếng Đức "stumm", có nghĩa là "im lặng".
Từ "charterparty" hay "hợp đồng thuê tàu" là cách ghép âm Anh hoá của từ đồng âm trong tiếng Pháp là "chartepartie";  thành phần "party" của "charterparty" không có nghĩa là "một bên của hợp đồng".
Từ "homage" trong tiếng Pháp, (nghĩa là "cống vật") được người Norman giới thiệu sau năm 1066, và cách phát âm của nó trở nên phức tạp thành /ˈhɒmɪdʒ/, với trọng âm ở âm tiết đầu tiên; nhưng trong thời gian gần đây, giới giải trí và Hollywood đã sử dụng cách phát âm của từ "homage" theo kiểu Pháp, đồng âm với từ "fromage", tức là "pho mát".

## Tên địa điểm đã qua sửa đổi
Một số địa danh nước ngoài thường được viết bằng tiếng Anh. Các ví dụ bao gồm các thành phố København (Copenhagen) của Đan Mạch, Москва/Moskva (Moscow) của Nga, Göteborg (Gothenburg) của Thụy Điển, Den Haag (The Hague) của Hà Lan, Sevilla (Seville) của Tây Ban Nha, القاهرة/Al-Qāhira (Cairo) của Ai Cập, Firenze (Florence) của Ý.
Những hiện tượng Anh hoá như vậy một lần nữa trở nên phổ biến hơn. Tuy nhiên vào cuối thế kỷ 19, việc sử dụng tên các địa danh không Anh hoá trong tiếng Anh bắt đầu trở nên phổ thông hơn. Khi xử lý các ngôn ngữ sử dụng cùng bảng chữ cái Latinh như tiếng Anh, tên hiện nay thường được viết bằng tiếng Anh giống như ngôn ngữ địa phương của chúng, đôi khi còn có dấu phụ thường không xuất hiện bằng tiếng Anh. Với các ngôn ngữ sử dụng bảng chữ cái không phải Latinh như tiếng Ả Rập, Cyrillic, Hy Lạp,Hàn Hangul và các bảng chữ cái khác, người ta thường sử dụng việc chuyển ngữ trực tiếp, sau đó họ thường phát âm theo các quy tắc tiếng Anh. Các ngôn ngữ không dựa tiếng Latinh có thể sử dụng hệ thống chữ Latinh tiêu chuẩn, chẳng hạn như tiếng Nhật Rōmaji hoặc tiếng Trung bính âm. Tên tiếng Nhật và tiếng Trung trong tiếng Anh tuân theo những cách viết này với một số ngoại lệ phổ biến, thường không có dấu thanh điệu tiếng Trung và không có dấu trường âm trong tiếng Nhật cho các nguyên âm dài: Chóngqìng thành Chongqing tức Trùng Khánh (重慶, 重庆), Shíjiāzhuāng thành Shijiazhuang tức Thạch Gia Trang (石家莊, 石家庄) ở Trung Quốc; Kyōto đến Kyoto (京都) ở Nhật Bản.
Nhiều tên tiếng Anh cho các địa danh nước ngoài đã được thay thế trực tiếp từ phiên bản tiếng Pháp, đôi khi không thay đổi như Cologne, Rome, Munich, Naples, hoặc chỉ được thay đổi một chút như Vienna Viên (Vienne), Venice hay Ve(Venise), Lisbon (Lisbonne), Seville (Séville). Tên thành phố tiếng Anh của thủ đô Séc, Praha (Praha), được lấy chính tả không thay đổi từ tên tiếng Pháp cho thành phố, bản thân nó bắt nguồn từ tên Latinh của thành phố (Praga), đã được mượn từ một tên tiếng Séc trước đó (viết trước từ /g/> /h/ shift).
Giảm Anh hóa đã trở thành vấn đề tự hào dân tộc ở một số nơi và đặc biệt là ở những vùng từng nằm dưới sự cai trị củathuộc địa, nơi những dấu tích của sự thống trị của thực dân là một chủ đề nhạy cảm. Sau nhiều thế kỷcai trị của người Anh ở Ireland, Douglas Hyde đã đưa ra một lập luận để loại bỏ Anh hóa trước Hiệp hội Văn học Quốc gia Ireland ở Dublin vào ngày 25 tháng 11 năm 1892: "Khi chúng tôi nói về 'Sự cần thiết cho việc chống lại quốc gia Ireland', chúng tôi muốn nói đến điều đó, không phải là một sự phản đối chống lại việc bắt chước những gì là tốt nhất là ở người Anh, vì điều đó sẽ là vô lý, nhưng đúng hơn là để thể hiện sự điên rồ khi bỏ qua tiếng Ailen là gì, và vội vàng áp dụng, pell-mell, và bừa bãi, tất cả mọi thứ là tiếng Anh, đơn giản vì nó là tiếng Anh. Mặc dù có tư cách là ngôn ngữ chính thức, tiếng Ireland đã bị giảm thành ngôn ngữ thiểu số ở Ireland do sự cai trị của người Anh trong nhiều thế kỷ, như trường hợp ở Bắc Mỹ nơi bản địa ngôn ngữ đã được thay thế bằng ngôn ngữ của thực dân Anh. Trong quá trình loại bỏ các tàn tích về quá khứ thuộc địa của họ, những cái tên Anh hóa đã chính thức không được khuyến khích ở nhiều nơi: Kingstown của Ireland, được đặt bởi Vua George IV, được hoàn nguyên về tên gốc Ireland của Dún Laoghaire vào năm 1920, thậm chí trước khi Ireland độc lập vào năm 1922; Bombay của Ấn Độ bây giờ là Mumbai, Calcutta bây giờ là Kolkata, Cawnpore bây giờ là Kanpur và Madras là Chennai, Dacca của Bangladesh là Dhaka và Chittagong là Chattogram. Nhiều từ cuối cùng của tiếng Trung Quốc đã trở nên đơn điệu hoặc được thay thế bằng sơ đồ Hán hóa tiếng Trung bính âm gần đây hơn: Canton hiện nay thường được gọi là Quảng Châu (廣州, 广州), Peking thường được gọi là Bắc Kinh (北京), mặc dù điều này phản ánh sự thay đổi tên từ Beiping (Peiping) thành Bắc Kinh (Peking) với sự khử góc của tên diễn ra sau khi đổi tên để phản ánh sự thay đổi cách phát âm trong phương ngữ Bắc Kinh - dạng tiếng phổ thông.